# UN-Ausschuss gegen das Verschwindenlassen
Der Ausschuss gegen das Verschwindenlassen, CED (englisch Committee on Enforced Disappearances) ist ein von der UNO eingesetztes Kontrollorgan, welches die Umsetzung und Einhaltung des Internationalen Übereinkommens zum Schutz aller Personen vor dem Verschwindenlassen ICPED, (englisch International Convention for the Protection from Enforced Disappearance) durch die Vertragsstaaten überwacht. Er hat eine beratende Funktion und kann den Vertragsstaaten Empfehlungen erteilen, wie sie die Umsetzung des Vertrags verbessern können.
Die Schaffung des Ausschusses und dessen Aufgaben sind im Teil 2 ICPED (Art. 26 bis 36 ICPED) festgelegt. Er besteht aus 10 Sachverständigen und tagt zweimal jährlich in Genf.
Verwechslungsgefahr besteht mit der neben dem CED bestehenden UN-Arbeitsgruppe gegen gewaltsames und unfreiwilliges Verschwindenlassen, GTDFI (englisch Working Group on Enforced or Involuntary Disappearances, WGEID), welche am 29. Februar 1980 von der damaligen Menschenrechtskommission geschaffen wurde. Sie untersteht seit 2006 dem UN-Menschenrechtsrat, welcher den Auftrag regelmäßig verlängert. Die Ermittlungen durch den GTDFI sind unabhängig von der Ratifikation des ICPED.

## Aufgaben und Tätigkeiten
Die Tätigkeiten des Ausschusses beziehen sich nur auf Staaten, welche das ICPED-Abkommen ratifizierten (Art. 38 ICPED), dazu ist es auch davon abhängig, welche Erklärungen und Vorbehalte die Staaten beim Vertragsabschluss machten.
Seine Haupttätigkeiten bestehen in der Prüfung der Staatenberichte (Art. 29 ICPED), Bearbeitung von Suchanfragen über Verschwundene (Art. 30 ICPED), Prüfung von Individualbeschwerden (Art. 31 ICPED), Prüfung von Staatenbeschwerden (Art. 32 ICPED) und Untersuchungen bei schwerwiegenden Verstößen gegen das Abkommen (Art. 33 ICPED). Die Individual- und Staatenbeschwerden sind nur zulässig, wenn der Staat bei Vertragsabschluss dem ausdrücklich zustimmte. Für Suchanfragen und Untersuchungen bei schwerwiegenden Verstößen ist im Vertrag keine ausdrückliche Zustimmung durch die Staaten vorgesehen.
Der Ausschuss arbeitet mit allen geeigneten Organen, Dienststellen, Sonderorganisationen und Fonds der Vereinten Nationen zusammen. Dazu berät sich der Ausschuss auch mit den anderen UN-Vertragsorganen, insbesondere mit dem für den Internationalen Pakt über bürgerliche und politische Rechte zuständigen CCPR-Ausschuss, um einheitliche Stellungnahmen und Empfehlungen zu gewährleisten (Art. 28 ICPED).

### Die Vertragsgrundlage ICEPD
Das Übereinkommen zum Schutz vor dem Verschwindenlassen ist ein von der UNO geschaffener völkerrechtlicher Vertrag, welcher am 23. Dezember 2010 in Kraft trat. Sämtliche Mitgliedsstaaten der UNO können diesem Übereinkommen beitreten und sich dadurch vertraglich verpflichten die Bestimmungen des ICEPD einzuhalten, insbesondere das Verschwindenlassen von Menschen zu unterlassen, die Schuldigen zur Rechenschaft zu ziehen und allen Menschen in ihrem Hoheitsgebiet diesen Schutz und die im Übereinkommen aufgeführten Rechte zu gewähren.
Das Phänomen des Verschwindenlassens ist eine globale Realität: Typischerweise wird ein Dissident von staatlichen Organen oder dem Staat nahestehenden Gruppierungen festgenommen und in ein Geheimgefängnis (Black Sites) verschleppt oder umgebracht und die Leiche wird beseitigt. Obwohl Indizien vorliegen oder Zeugen den Hergang bestätigen können, wird von den staatlichen Akteure alles bestritten. Somit sind keine Informationen über das Schicksal des Verschleppten erhältlich; er „verschwindet“ gewissermaßen und wird dadurch sämtlicher Rechte beraubt. Weder er selbst noch seine Angehörigen haben eine Möglichkeit, rechtlich dagegen vorzugehen. Deswegen wurde dieses Übereinkommen geschaffen, um ihnen ein Rechtsmittel zu gewähren.

### Definition des Verschwindenlassens im ICPED
Im Sinne des Übereinkommens bedeutet Verschwindenlassen die Festnahme, den Entzug der Freiheit, die Entführung oder jede andere Form der Freiheitsberaubung durch Bedienstete des Staates oder durch Organisationen, die mit Ermächtigung, Unterstützung oder Duldung des Staates handeln, gefolgt von der Weigerung, diese Freiheitsberaubung anzuerkennen, oder der Verschleierung des Schicksals oder des Verbleibs der Verschwundenen, wodurch diese dem Schutz des Gesetzes entzogen werden (Art. 2 ICPED). Wenn andere Akteure, wie paramilitärische Organisationen, Drogenkartelle, die Mafia o. ä. jemanden Verschwinden lässt, ist der Staat verpflichtet zu ermitteln und die Verantwortlichen vor Gericht zu stellen (Art. 3 ICPED). Vom Übereinkommen sind anderweitig Verschollene oder Vermisste ausgeschlossen.

### Ratifikationsstand
| ICPED-Abkommen              | Deutschland        | Liechtenstein | Österreich   | Schweiz          |
| --------------------------- | ------------------ | ------------- | ------------ | ---------------- |
| Ratifikation                | 24. September 2009 | ------        | 7. Juni 2012 | 2. Dezember 2016 |
| Individualbeschwerden       | ja                 | ------        | ja           | ja               |
| Staatenbeschwerden          | ja                 | ------        | ja           | ja               |
| Internationaler Gerichtshof | ja                 | ------        | ja           | ja               |

Von 59 Staaten sind 22 mit Individualbeschwerden und 23 mit Staatenbeschwerden einverstanden. Deutschland machte einen Vorbehalt zu Art. 16 f. ICPED und 4 Staaten lehnten den Internationalen Gerichtshof ausdrücklich ab (Art. 42 ICPED) – Stand Februar 2019.

## Verfahrensordnung
Zur Ausführung seiner in Art. 26 ff. ICPED definierten Aufgaben, erstellte der Ausschuss eine Verfahrensordnung, VerfO (englisch Rules of procedure).
Sie besteht aus 3 Teilen, dem Teil I. Allgemeine Bestimmungen, Teil II. Aufgaben des Ausschusses und Teil III Auslegung und Änderungen, sie enthält 105 als Regel bezeichnete Bestimmungen und ist in 26 Kapitel unterteilt.
Die relevanten Kapitel sind:
- Kap. 17 Berichte der Vertragsstaaten gemäß Art. 29 ICPED
- Kap. 20 Dringliches Verfahren zur Suche und Auffindung von Verschwundenen gemäß Art. 30 ICPED
- Kap. 21 Entgegennahme und Prüfung von Individualbeschwerden gemäß Art. 31 ICPED
- Kap. 22 Staatenbeschwerden gemäß Art. 32 ICPED
- Kap. 23 Kontrollbesuche des Ausschusses gemäß Art. 33 ICPED
- Kap. 24 Verfahren bei systematischem Verschwindenlassen gemäß Artikel 34 ICPED

## Ausschuss
Aktuell (Stand: Juli 2025) besteht der Ausschuss auf folgenden Mitgliedern:
- Olivier de Frouville,  Frankreich, Vorsitzender, bis 2027
- Matar Diop,  Senegal, Stellv. Vorsitzender, bis 2027
- Juan Pablo Alban Alencastro,  Ecuador, Berichterstatter, bis 2029
- Yakouma Jean de Dieu Bambara,  Burkina Faso, bis 2029
- Marija Definis,  Kroatien, bis 2029
- Fidelis Kanyongolo,  Malawi, bis 2027
- Barbara Lochbihler,  Deutschland, bis 2027
- Elías Ricardo Solís González,  Panama, bis 2029
- Paulo de Tarso Vannuchi,  Brasilien, bis 2029
- Carmen Rosa Villa Quintana,  Peru, bis 2027

## Prüfung der Staatenberichte
Dieses Verfahren ist in Art. 29 ICPED und Kapitel 17 VerfO enthalten, wonach die Staaten innerhalb von zwei Jahren nach Vertragsabschluss beim CED einen Bericht über die innerstaatliche Umsetzung des Übereinkommens einreichen, in welchem sie darlegen, wie sie den Vertrag umsetzten. Wenn ein eingereichter Bericht unzureichende Informationen enthält, kann der CED zusätzliche Informationen verlangen (Art. 29 Abs. 4 ICPED, Regel 48 ff. VerfO). Periodische Berichte, wie in den anderen Menschenrechtsverträgen der UNO, sind im ICPED nicht vorgesehen.
Am Staatenberichtsverfahren können sich auch Nichtregierungsorganisationen (NGOs) und nationalen Menschenrechtsorganisationen (NHRIs) aktiv beteiligen und Parallelberichte zu den Staatenberichten einreichen, um eine unzureichende Umsetzung der ICPED durch die Vertragsstaaten aufzuzeigen. Dabei können Lücken oder Fehler des Staatenberichts verdeutlicht und auf Defizite hingewiesen werden. Solche Parallelberichte können für den Ausschuss sehr aufschlussreich sein (Regel 52 VerfO).
Für die Berichtsprüfung verfasst der Ausschuss eine Themenliste (englisch List of issues, LOIs). Er prüft dann an einer öffentlichen Verhandlung die Staatenberichte, an welcher diese Stellung zu den Fragen des Ausschusses nehmen können. ER versucht festzustellen, ob der Vertragsstaat das ICPED korrekt umsetzte und wie er bestehende Mängel beheben könnte. Für die Teilnahme Dritter an der öffentlichen Verhandlung ist eine Zulassung erforderlich (englisch Accreditation).
Stellt der Ausschuss Mängel bei der Umsetzung des Vertrages fest, kann er Vorschläge machen und Empfehlungen zur Behebung der Mängel abgeben. Diese werden als „Abschließenden Beobachtungen“ (englisch Concluding Observations) bezeichnet (Art. 29 Abs. 3 ICPED, Regel 53 VerfO).
Diese Empfehlungen des Ausschusses sind rechtlich nicht bindend. Die Umsetzung kann nicht erzwungen werden, es ist nur ein Anschlussverfahren (englisch Follow-up) vorgesehen (Regel 54 VerfO), in welchem ein Berichterstatter des CED die Umsetzung der Empfehlungen durch den Staat prüft. Sanktionen gegenüber dem betreffenden Staat sind nicht vorgesehen.
Da einige Staaten keine oder verspätet die Berichte einreichen, erstellte das Hochkommissariat für Menschenrechte (UNHCHR) eine Liste mit allen Vertragsstaaten, in welcher die Staaten aufgeführt sind, die ihre Berichte pünktlich einreichen (z. B. Italien, die Schweiz usw.) und den Staaten die teilweise in Verzug sind (z. B. Deutschland, Liechtenstein, Österreich, der Vatikan etc.).

## Verfahren bei verschwundenen Personen
Dieses Verfahren (englisch urgent actions) ist in Art. 30 ICPED und Kapitel 20 VerfO beschrieben und ist in allen Staaten anwendbar, welche das Abkommen ratifizierten, eine ausdrückliche Zustimmung zu diesem Verfahren war nicht erforderlich. Beim Verdacht, ein Vertragsstaat hätte jemanden verschwinden lassen, kann beim CED – Ausschuss ein Suchantrag gestellt werden. Der Ausschuss prüft zuerst, ob die Voraussetzungen für ein Suchverfahren erfüllt sind, das Begehren zulässig ist und ob der Fall des erzwungenen Verschwindenlassens durch den Staat ausreichend dokumentiert und belegt ist (Art. 30 Abs. 2 ICPED, Regel 62 VerfO).
Daraufhin fordert er den betroffenen Vertragsstaat auf, Ermittlungen durchzuführen, um das Schicksal oder den Verbleib des Verschwundenen zu klären und ihm innerhalb einer von ihm gesetzten Frist Informationen über den Gesuchten zuzustellen. Er kann dem Staat auch die Weisung erteilen, Sofortmaßnahmen zu ergreifen, um den Verschwundenen ausfindig zu machen. Der Ausschuss setzt seine Bemühungen so lange fort, wie das Schicksal des Vermissten nicht geklärt ist und informiert die Gesuchsteller über die Ergebnisse (Art. 30 Abs. 4 ICPED).
In Fällen von Einschüchterung oder Repressalien gegen Angehörige des Verschwundenen fordert der Ausschuss die zuständige Behörden des Vertragsstaates auf, Schutzmaßnahmen für die Betroffenen zu ergreifen (Regel 63 VerfO).
Er führt eine Liste mit den ausgeführten Suchanträgen, die vom Ausschuss als unzulässig erachtete Suchanträge sind in der Liste nicht aufgeführt. Wenn der Gesuchte tot aufgefunden wurde, ist der Fall für den Ausschuss abgeschlossen. Teilweise wurde in solchen Verfahren vom Ausschuss auch Schutzmaßnahmen für die Angehörigen, Hinterbliebenen des Verschwundenen angeordnet.

## Individualbeschwerden
Die Individualbeschwerden werden euphemistisch als Mitteilungen bezeichnet, das Verfahren ist in Art. 31 ICPED und im Kapitel 21 VerfO aufgeführt, die formellen Anforderungen an die Individualbeschwerden sind in Art. 31 Abs. 2 ICPED und in Regel 65 VerfO aufgelistet. Der Ausschuss erstellte ein entsprechendes Beschwerdeformular (englisch Model complaint form) mit einer Rechtsbelehrung.
Die Voraussetzung eines Individualbeschwerdeverfahrens gegen einen Staat ist, dass dieser bei Vertragsabschluss die Zuständigkeit des Ausschusses für Individualbeschwerden ausdrücklich anerkannte (Art. 31 Abs. 1 ICPED). Der Ausschuss darf keine Beschwerden gegen einen Staat entgegennehmen, welcher keine derartige Erklärung abgegeben hat. Von 59 Vertragsstaaten stimmten 22 dem Individualbeschwerdeverfahren zu (Stand Februar 2019).
Die Beschwerde muss in schriftlicher Form erfolgen, darf nicht anonym sein und muss in einer der Arbeitssprachen des Ausschusses verfasst sein, dazu muss der nationale Rechtsweg erfolglos durchlaufen sein. Erst dann kann beim Ausschuss eine Beschwerde eingereicht werden. Eine Beschwerdefrist ist nicht vorgesehen, dennoch wird üblicherweise eine Beschwerde nach fünf Jahren nicht mehr angenommen. Die Beschwerde kann mit der Begründung abgelehnt werden, der Ausschuss sei nicht zuständig, da die geltend gemachte Verletzung (z. B. Verschwindenlassen durch Dritte) nicht in der ICPED enthalten sei (ratione materiae) oder sie einen Missbrauch des Beschwerderechts darstellen würde. Dieselbe Beschwerde darf auch nicht bei einem anderen internationalen Organ (z. B. beim EGMR, einem anderen UN-Vertragsorgan o. ä.) eingereicht werden.
Die bei der UNO eingereichten Beschwerden werden zuerst vom Sekretariat des Hochkommissars für Menschenrechte(UNHCHR) formell geprüft (Regel 65 VerfO). Dann wird die Beschwerde entweder abgelehnt oder an den Ausschuss weitergeleitet, welcher dann seinerseits zuerst die materielle Zulässigkeit der Beschwerde prüft (Art. 31 Abs. 2 ICPED).
Wurde die Beschwerde vom Sekretariat abgelehnt, wird dies dem Beschwerdeführer in einem Standardschreiben mitgeteilt. Als Grund wird meistens ungenügende Begründung angegeben, obwohl dies gar nicht vorgesehen ist (Regel 65 VerfO) und stattdessen Informationen eingeholt werden müssten (Regel 67 VerfO). Vom Sekretariat werden nur die Beschwerden registriert, welche von ihm zugelassen und an den Ausschuss weitergeleitet werden (Regel 67 VerfO). Über die Anzahl der bereits vom Sekretariat abgelehnten Beschwerden wird keine Statistik geführt.
Falls die Beschwerde entgegengenommen wurde, wird sie an den betreffenden Staat zur Stellungnahme weitergeleitet, woraufhin dieser die Einrede der Unzulässigkeit einbringen kann (Art. 31 Abs. 3 ICPED). Der Ausschuss versucht, eine gütliche Einigung zu erreichen und wenn der Vertragsstaat dem zustimmt, wird dies in einem Entscheid festgehalten, wodurch der Fall erledigt ist (Regel 78 VerfO).
Erst nachher setzt sich der Ausschuss mit der Beschwerde inhaltlich auseinander (Regel 72 ff. VerfO). Nach der Prüfung teilt der Ausschuss den Beteiligten seine Auffassung mit. Wenn er die Beschwerde für unzulässig erklärte, dann begründet er – im Gegensatz zum Sekretariat- seinen Entscheid. Hatte der Ausschuss eine Vertragsverletzung festgestellt, erteilt er dem Staat Vorschläge und Empfehlungen, wie er diese beheben könne (Art. 31 Abs. 5 ICPED, Regel 75 VerfO). Der betroffene Vertragsstaat wird dann gebeten, dem Ausschuss die Umsetzung der Vorschläge und Empfehlungen mitzuteilen. Die Empfehlungen des Ausschusses sind rechtlich nicht bindend, ihre Umsetzung kann nicht erzwungen werden, es ist nur ein Anschlussverfahren (englisch Follow-up) vorgesehen (Art. 79 VerfO), in welchem ein Berichterstatter die Umsetzung durch den betroffenen Staat prüft. Sanktionen sind nicht vorgesehen, es wird nur erwähnt, dass der Ausschuss Maßnahmen ergreifen kann, ohne diese näher zu bezeichnen. Im Gegensatz zu Staatenbeschwerden ist der Weiterzug an den Internationalen Gerichtshof nicht möglich.

### Vorsorgliche Maßnahmen
Bei der Einreichung einer Individualbeschwerde können Vorsorgliche Maßnahmen (englisch Interim measures) verlangt werden (Regel 70 VerfO), wenn ein nicht wieder gutzumachender Schaden droht. Solche Anträge müssen so schnell wie möglich – mit dem Vermerk Urgent Interim measures versehen sein, damit das Sekretariat genügend Zeit hat, das Begehren zu prüfen und – falls die Beschwerde nicht abgelehnt wurde – gegebenenfalls solche Maßnahmen anzuordnen.
Der Ausschuss kann auch von sich aus solche Maßnahmen anordnen (Art. 31 Abs. 4 ICPED), sie stellt jedoch kein Entscheid über die Zulässigkeit der Beschwerde oder der Feststellung einer Vertragsverletzung durch den Staat dar.

### Beschwerden beim Ausschuss und dem EGMR
Eine Beschwerde bspw. wegen Verstoß gegen das Abschiebeverbot gemäß Art. 16 ICPED, Art. 3 CAT, Art. 7 ICCPR, Art. 3 EMRK darf nicht gleichzeitig beim CED-Ausschuss, dem EGMR oder einem anderen UN-Vertragsorgan eingereicht werden, da es derselbe Sachverhalt ist. Es ist jedoch zulässig, beim Ausschuss eine Beschwerde wegen Verstoß gegen Art. 16 ICPED Abschiebeverbot und beim EGMR eine Beschwerde wegen Verstoß gegen Art. 12 EMRK Recht auf Eheschließung einzureichen, da es keine Überschneidung gibt, sondern verschiedene Vertragsverletzungen durch denselben Staat betrifft.
Es gibt Beschwerden, welche zuerst beim EGMR eingereicht, von diesem jedoch nicht entgegengenommen wurden, mit der Standardbegründung: „die Beschwerde hat keinen Anschein einer Verletzung der in der Konvention (EMRK) oder ihren Zusatzprotokollen garantierten Rechte und Freiheiten“. Die daraufhin bei einem UN-Ausschuss eingereichte Beschwerde wurde dann mit der Begründung abgelehnt, sie sei angebliche vom EGMR geprüft worden, obwohl der EGMR die Beschwerde gar nicht materiell prüfte, sondern nicht entgegennahm.
Sinngemäß der Entscheid No. 577/2013 des CAT-Ausschusses vom 9. Februar 2016, i.S. N.B. c. Russland wegen Folter. Der Beschwerdeführer hatte gleichzeitig beim EGMR eine identische Beschwerde eingereicht (No. 33772/13), weswegen der CAT-Ausschuss die Beschwerde ablehnte (RZ 8.2). In der Urteilsdatenbank des EGMR HUDOC gibt es jedoch kein Urteil mit der No. 33772/13, da die Beschwerde von der Kanzlei des EGMR abgelehnt und daraufhin aus dem Register gestrichen wurde – somit vom EGMR nicht geprüft wurde.
Im Gegensatz zu den UN-Ausschüssen lehnt der EGMR Individualbeschwerde ab, welche im Wesentlichen mit einer schon vorher vom EGMR geprüften Beschwerde übereinstimmt (Art. 35 Abs. 2 lit b EMRK). Die UN-Ausschüsse nehmen solche identischen Beschwerden entgegen, bis die Staaten ihre Gesetze und Rechtsprechung änderten.

## Staatenbeschwerden
Laut Artikel 32 ICPED ist der Ausschuss befugt Staatenbeschwerden zu prüfen, wenn ein Vertragsstaat geltend macht, ein anderer Vertragsstaat komme seinen Verpflichtungen aus dieser Konvention nicht nach. Die diesbezügliche Voraussetzung ist, dass beide Staaten bei der Ratifikation des Vertrags die Zuständigkeit des Ausschusses explizit anerkannten. Von 59 Vertragsstaaten stimmten 23 dem Staatenbeschwerdeverfahren zu, (Stand Februar 2019).
Dieses Verfahren ist im Kapitel 22 der VerfO aufgeführt. Im Gegensatz zu den Individualbeschwerden gibt es bei Staatenbeschwerden keine weiteren formellen Anforderungen, (vgl. Art. 31 Abs. 2 ICPED Individualbeschwerden, Regel 72. VerfO). Das Sekretariat darf Staatenbeschwerden nicht für unzulässig erklären, sondern muss diese unverzüglich an den Ausschuss weiterleiten (Regel 83 VerfO).
Die Aufgabe des Ausschusses besteht darin, den Streit zu Schlichten (Regel 85 VerfO). Kommt keine gütliche Einigung zustande, können sich die Parteien binnen sechs Monaten an den Internationalen Gerichtshof wenden, sofern keiner der beiden Staaten bei der Ratifikation des Vertrags einen diesbezüglichen Vorbehalt machte (Art. 42 ICPED). Bei Vertragsabschluss lehnten 4 Staaten die Zuständigkeit des Internationalen Gerichtshofs ausdrücklich ab, (Stand Februar 2019).

## Untersuchungsverfahren
Erhält der Ausschuss zuverlässige Informationen, dass ein Vertragsstaat die Bestimmungen des ICPED in schwerwiegender Weise verletzt, so kann er ein Untersuchungsverfahren (englisch Inquiries) im betreffenden Staat durchführen. Im Gegensatz zu den anderen Ausschüssen benötigt er dafür nicht die Zustimmung des Vertragsstaates, die einzige formelle Voraussetzung ist, dass es sich um einen Vertragsstaat handelt.
Dieses Verfahren richtet sich nach Art 33 ICPED und Kap. 23, 24 VerfO und die aktive Mitwirkung des betroffenen Vertragsstaats wird angestrebt. Zuerst werden die erhaltenen Informationen geprüft (Regel 91 f. VerfO), der Ausschuss kann auch vor Ort im betroffenen Staat Abklärungen vornehmen, sofern der Staat dem zustimmt. Werden im betroffenen Land Auskunftspersonen bedroht oder eingeschüchtert, kann der Ausschuss vom Staat Schutzmaßnahmen für die Betroffenen verlangen (Regel 99 VerfO).
Nachdem das Untersuchungsverfahren abgeschlossen ist, erstellt der Ausschuss einen Bericht und sendet diesen Zusammen mit Empfehlungen an den Staat, woraufhin erwartet wird, dass dieser zu den Untersuchungsergebnissen Stellung nimmt und mitteilt welche Maßnahmen er ergriffen hat, um den Missstand zu beheben (Regel 97 f. VerfO, Regel 103 VerfO).
Wenn der Ausschuss jedoch zum Ergebnis kommt, dass es in jenem Staat zu ausgedehntem oder systematischem Verschwindenlassen kam, dann kann er der Generalversammlung der Vereinten Nationen die Angelegenheit als dringlich zur Kenntnis bringen. Diese entscheidet dann über das weitere Vorgehen (Art. 34 ICPED). Das systematische Verschwindenlassen von Menschen ist laut Art. 7 Abs. 1 lit i Römer Statut, ein Verbrechen gegen die Menschlichkeit und dafür ist der Internationale Strafgerichtshof in Den Haag zuständig, (Art. 5 ICPED).

## Allgemeine Bemerkungen
Zur Auslegung und Präzisierung der einzelnen Bestimmungen in des ICPED, veröffentlicht der Ausschuss Allgemeine Bemerkungen (englisch General comments). Sie sollen Missverständnisse ausräumen und die Vertragsstaaten bei der Erfüllung ihrer vertraglichen Verpflichtungen behilflich sein (Regel 56 VerfO).

## Kritik
- Es muss dem Staat nachgewiesen werden, dass jemanden verschwinden ließ. Als die Stasi Leute aus der BRD in die DDR entführte und verschwinden ließ, trugen sie keine Uniformen, damit ihnen nichts nachgewiesen werden konnte. Bei einer Beschwerde beim CED-Ausschuss muss dies jedoch dem Staat nachgewiesen werden und der kann geltend machen, die Polizei hätte den Verschollenen zur Fahndung ausgeschrieben.
- Die Voraussetzung für eine Individualbeschwerde ist, dass der nationale Rechtsweg erfolglos durchlaufen wurde. Dies setzt jedoch implizit einen funktionierenden Rechtsstaat mit einer Gewaltenteilung und einer unabhängigen Justiz voraus, womit die Individualbeschwerde ein logischer Zirkelschluss Petitio principii ist. In Staaten, wo die Regierung ihre eigenen Parteimitglieder als Richter einsetzt, ist dies nahezu aussichtslos, da solche Beschwerden von den als Richter eingesetzten Interessenvertretern der Regierung, aus politischen Erwägungen gar nicht materiell geprüft werden. Wenn die letzte innerstaatliche Instanz die Beschwerde ins Leere laufen ließ, indem sie der Beschwerde einen anderen Sachverhalt zugrunde legte, kann die Beschwerde vom Sekretariat mit der Begründung der Nichtzuständigkeit abgelehnt werden (Regel 65 Abs. 3 lit c VerfO).